# Bhaja Govindaṁ
Bhaja Govindaṁ (devanāgarī: भजगोविन्दं, lett. "Prendi rifugio in Govinda", anche Moha-mudgāra, lett. "Dissipare le illusioni") è un testo in lingua sanscrita dell'VIII secolo composto di 31 strofe e attribuito a Śaṅkara.
govindaṁ bhajamūḍhamate

samprāpte sannihite kāle 
nahi nahi rakśati ḍukṛñkaraṇe»
(Bhajagovindaṁ, 1)
yallabhase nijakarmopāttaṁ 
vittaṁ tena vinodaya cittam»
(Bhajagovindaṁ, 2)
dṛṣṭvā māgāmohāveśam

etanmāṁsāvasādi vikāraṁ 
manasi vicintaya vāraṁ vāram»
(Bhajagovindaṁ, 3)
tadvajjīvitamatiśayacapalam

viddhi vyādhyabhimānagrastaṁ 
lokaṁ śokahataṁ ca samastam»
(Bhajagovindaṁ, 4)
stāvannija parivāro raktaḥ

paścājjīvati jarjara dehe 
vārtāṁ ko'pi na pṛcchati gehe»
(Bhajagovindaṁ, 5)
(Bhajagovindaṁ, 6)
taruṇastāvattaruṇīsaktaḥ

vṛddhastāvaccintāsaktaḥ 
pare brahmaṇi ko'pi na saktaḥ»
(Bhajagovindaṁ, 7)
saṁsāro'yamatīva vicitraḥ

kasya tvaṁ kaḥ kuta āyātaḥ 
tattvaṁ cintaya tadiha bhrātaḥ»
(Bhajagovindaṁ, 8)
nissaṇgatve nirmohatvam

nirmohatve niścalatattvaṁ 
niścalatattve jīvanmuktiḥ»
(Bhajagovindaṁ, 9)
śuṣke nīre kaḥ kāsāraḥ

kśīṇevitte kaḥ parivāraḥ 
jñāte tattve kaḥ saṁsāraḥ»
(Bhajagovindaṁ, 10)
Harati nimeṣātkālaḥ sarvam

māyāmayamidamakhilaṁ hitvā 
brahmapadaṁ Tvam praviśa viditvā»
(Bhajagovindaṁ, 11)
śiśiravasantau punarāyātaḥ

Kalah krīḍati gacchatyāyuḥ 
tadapi na muñcatyāśāvāyuḥ»
(Bhajagovindaṁ, 12)